# Никольский сельский округ (Рузский район)
Никольский сельский округ — упразднённая административно-территориальная единица, существовавшая на территории Рузского района Московской области в 1994—2006 годах.
Никольский сельсовет был образован в первые годы советской власти. По данным 1919 года он входил в состав Никольской волости Рузского уезда Московской губернии.
9 марта 1921 года Никольская волость была передана в Воскресенский уезд.
В 1922 году Никольский с/с был упразднён, а его территория включена в Слободской с/с.
В 1924 году Никольский с/с был восстановлен.
В 1926 году к Никольскому с/с был присоединён Городищенский с/с.
В 1927 году из Никольского с/с были выделены Городищенский и Семенковский с/с.
В 1926 году Никольский с/с включал село Никольское, деревни Варвариха, Глинкино, Городище и Семёнково, а также лесная сторожка, лесничество, дом отдыха, завод и совхоз.
В 1929 году Никольский с/с был отнесён к Новопетровскому району Московского округа Московской области. При этом к нему были присоединены Городищенский, Семенковский и Слободской с/с.
14 июня 1954 года к Никольскому с/с был присоединён Покровский с/с.
11 февраля 1958 года из Таболовского с/с Волоколамского района в Никольский с/с были переданы селения Немирово, Пупки, Притыкино и Самошкино.
10 июня 1958 года из Онуфриевского с/с в Никольский с/с были переданы селения Денисиха, Павелково и Сафониха.
3 июня 1959 года Новопетровский район был упразднён и Никольский с/с был передан в Рузский район.
1 февраля 1963 года Рузский район был упразднён и Никольский с/с вошёл в Можайский сельский район. 11 января 1965 года Никольский с/с был возвращён в восстановленный Рузский район.
2 августа 1967 года из Рождественского с/с в Никольский были переданы селения Агафидово, Андрейково, Буланино, Козлово, Мамошино, Марьино, Новорождествено, Подолы, Рождествено, Скирманово и Успенское, а из Никольского с/с в Рождественский — селения Верхнее Сляднево, Лысково, Немирово, Нижнее Сляднево, Покровское, Пупки, Притыкино, Слобода, Самошкино, посёлки больницы МПС и больницы № 4.
30 мая 1978 года в Никольском с/с были упразднены селения Агафидово и Павелково.
3 февраля 1994 года Никольский с/с был преобразован в Никольский сельский округ.
В ходе муниципальной реформы 2004—2005 годов Никольский сельский округ прекратил своё существование как муниципальная единица. При этом все его населённые пункты были переданы в сельское поселение Волковское.
29 ноября 2006 года Никольский сельский округ исключён из учётных данных административно-территориальных и территориальных единиц Московской области.